# Пневы
Пневы (пол. Pniewy), ранее Пи́нне (нем. Pinne [ˈpɪˌnə])  —  город  в Польше, входит в Великопольское воеводство,  Шамотульский повят.  Имеет статус городско-сельской гмины. Занимает площадь 9,21 км². Население — 7477 человек (на 2004 год).

## История

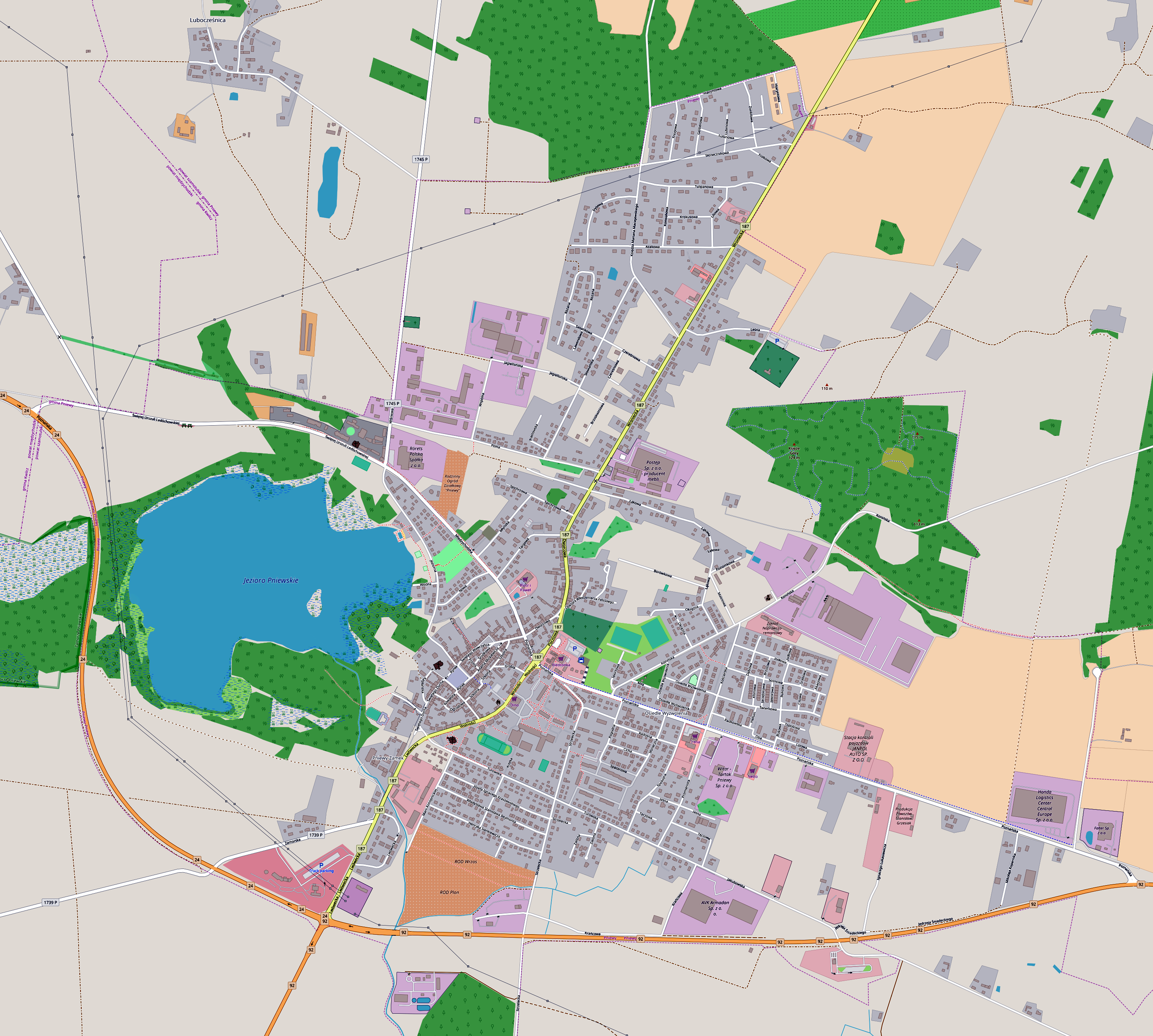
Пневы

Пневы